# Monica Arac de Nyeko
Monica Arac de Nyeko, född 1979 i Kitgum, är en ugandisk novellförfattare och poet, bosatt i Sudan.
Arac de Nyeko tillhör acholifolket. Hon tog en fil kand i utbildning vid Makerereuniversitetet och arbetade sedan i två år som lärare i engelska och litteratur på en pojkskola i Kisubu innan hon flyttade till Nederländerna och tog en magistersexamen i humanitärt stöd på universitetet i Groningen.
För novellen Jambula Tree vann hon 2007 det afrikanska novellpriset Caine Prize. Berättelsen handlar om ett lesbiskt par i ett land där homosexualitet är straffbart. Novellen är publicerad i antologin African Love Stories, sammanställd av Ama Ata Aidoo. En annan uppmärksammad novell av Arac de Nyeko är Strange Fruit, som handlar om frun till en man som rebeller tvingar att kämpa med dem i norra Uganda. Titeln anspelar på sången med samma namn, som gjorts känd av Billie Holiday. Novellen hamnade 2004 på korta listan för Caine Prize.
Arac de Nyeko är medlem av FEMRITE, Ugandas kvinnliga författarförbund.